# Europese kampioenschappen boogschieten 1968 (outdoor)
De Europese kampioenschappen boogschieten 1968 waren door de Fédération Internationale de Tir à l'Arc (FITA) georganiseerde kampioenschappen voor boogschutters. De eerste editie van de Europese kampioenschappen vond plaats in het Oostenrijkse Reutte van 5 mei tot en met 7 september 1968.

## Resultaten

### Individueel
|        | Heren           | Dames            |
| ------ | --------------- | ---------------- |
| Goud   | Kyösti Laasonen | Maria Mączyńska  |
| Zilver | Jacques Becken  | Pauline Edwards  |
| Brons  | Olle Boström    | Sigrid Johansson |

### Team
|        | Heren                                         | Dames                                          |
| ------ | --------------------------------------------- | ---------------------------------------------- |
| Goud   | Ian Dixon Roy Matthews E. Gamble              | Maria Mączyńska Zofia Piskorek Grażyna Kotlarz |
| Zilver | Kyösti Laasonen Jorma Sandelin Tuomo Virtanen | Pauline Edwards Simester J. Hills              |
| Brons  | Arne Jacobsen Herluf Andersen Arvid Nielsen   | Anne Tønnesen Inga Hendriksen Lilli Lentz      |